# آن براون (مغنية)
آن براون (بالإنجليزية: Anne Brown)‏ هي مغنية ومغنية أوبرا أمريكية، ولدت في 9 أغسطس 1912 في بالتيمور في الولايات المتحدة، وتوفيت في 13 مارس 2009 في أوسلو في النرويج بسبب مرض.

## وصلات خارجية
- آن براون على موقع IMDb (الإنجليزية)
- آن براون على موقع ميوزك برينز (الإنجليزية)
- آن براون على موقع قاعدة بيانات برودواي على الإنترنت (الإنجليزية)
- آن براون على موقع أول ميوزيك (الإنجليزية)
- آن براون على موقع ديسكوغز (الإنجليزية)